# Karl Frobenius
Karl Frobenius (* 1852; † 1932; vollständiger Name: Karl Friedrich Theodor Frobenius) war ein deutscher Architekt und kommunaler Baubeamter, der zunächst als Stadtbauinspektor in Berlin und von 1900 bis 1908 als Stadtbaurat in Wiesbaden arbeitete.
Während seiner Zeit in Berlin wurde er von der Stadtverwaltung in den Geschäftsführenden Ausschuss für die Gewerbeausstellung Berlin 1896 entsandt. Er wurde 1902 mit dem preußischen Roten Adlerorden 4. Klasse ausgezeichnet. Sein berufliches Schaffen nach dem Ausscheiden aus dem Dienst bei der Stadt Wiesbaden ist unerforscht.

## Bauten
Nach Frobenius’ Plänen entstanden viele Schulen und andere öffentliche Gebäude, z. B.:
- 1886: Desinfektionsanstalt I in Berlin, Luisenstadt, Ohlauer Straße 39/41 (unter Denkmalschutz)[4]
- 1886–1887: 115. Gemeindeschule und 237. Gemeindeschule mit Lehrerwohnhaus in Berlin, Luisenstadt, Skalitzer Straße 55/56 (im Blockinneren; unter Denkmalschutz)[5]
- 1887: 1. Realschule in Berlin, Luisenstadt, Alexandrinenstraße 5/6 (unter Denkmalschutz)[6]
- 1890–1891: 6. Realschule in Berlin, Tempelhofer Vorstadt, Mehringdamm 59 (verändert; unter Denkmalschutz)[7]
- um 1891: 40. Gemeindeschule in Berlin, Tempelhofer Vorstadt, Gneisenaustraße 7 (unter Denkmalschutz)[7]
- 1892: Ausflugslokal Eierhäuschen in Berlin-Plänterwald (unter Denkmalschutz)[8]
- 1897: Goethe-Gymnasium in Frankfurt am Main (Wettbewerbsentwurf 1893; im Zweiten Weltkrieg zerstört)[9]

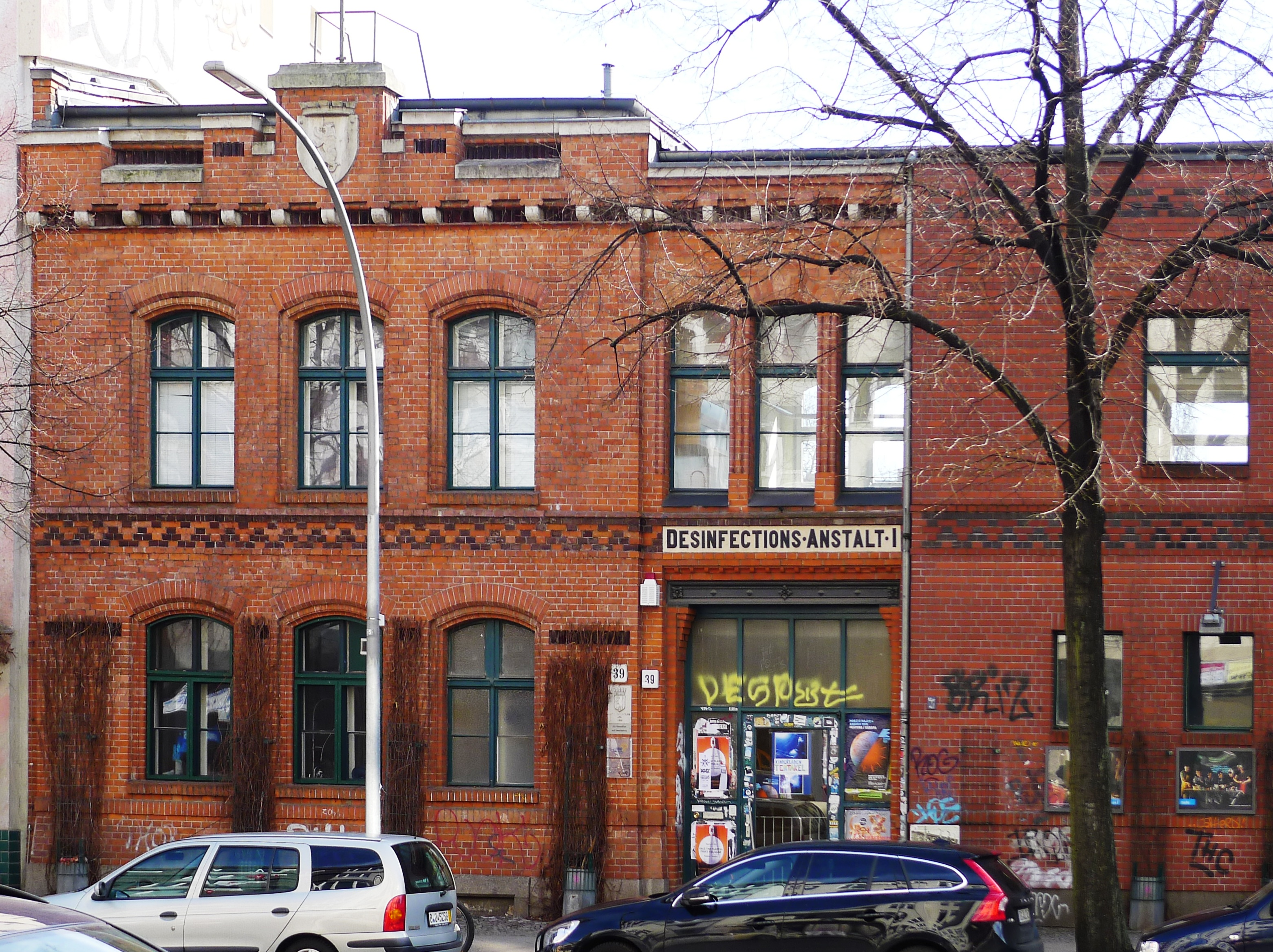
Desinfektionsanstalt I in Berlin
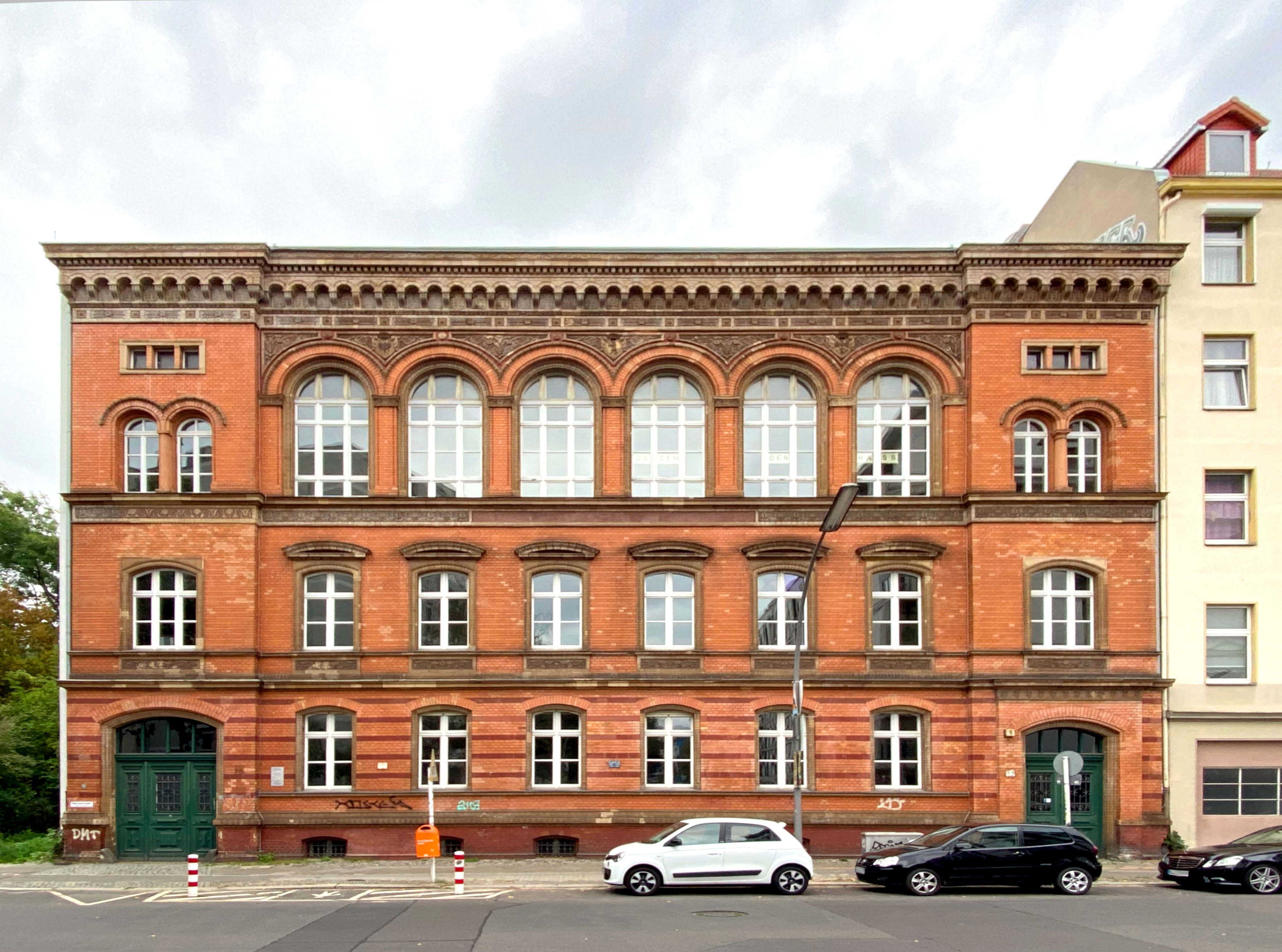
1. Realschule in Berlin
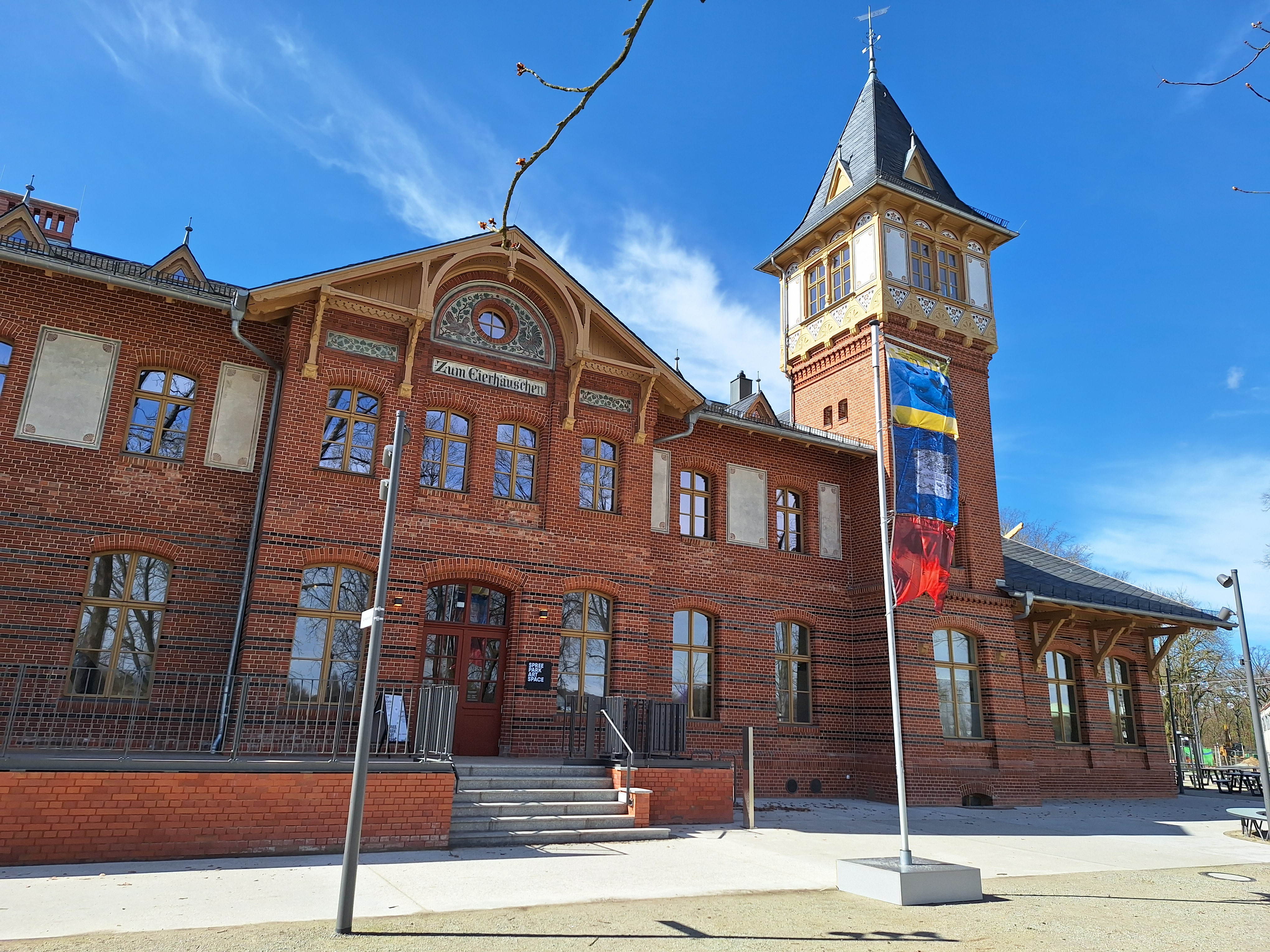
Eierhäuschen im Plänterwald
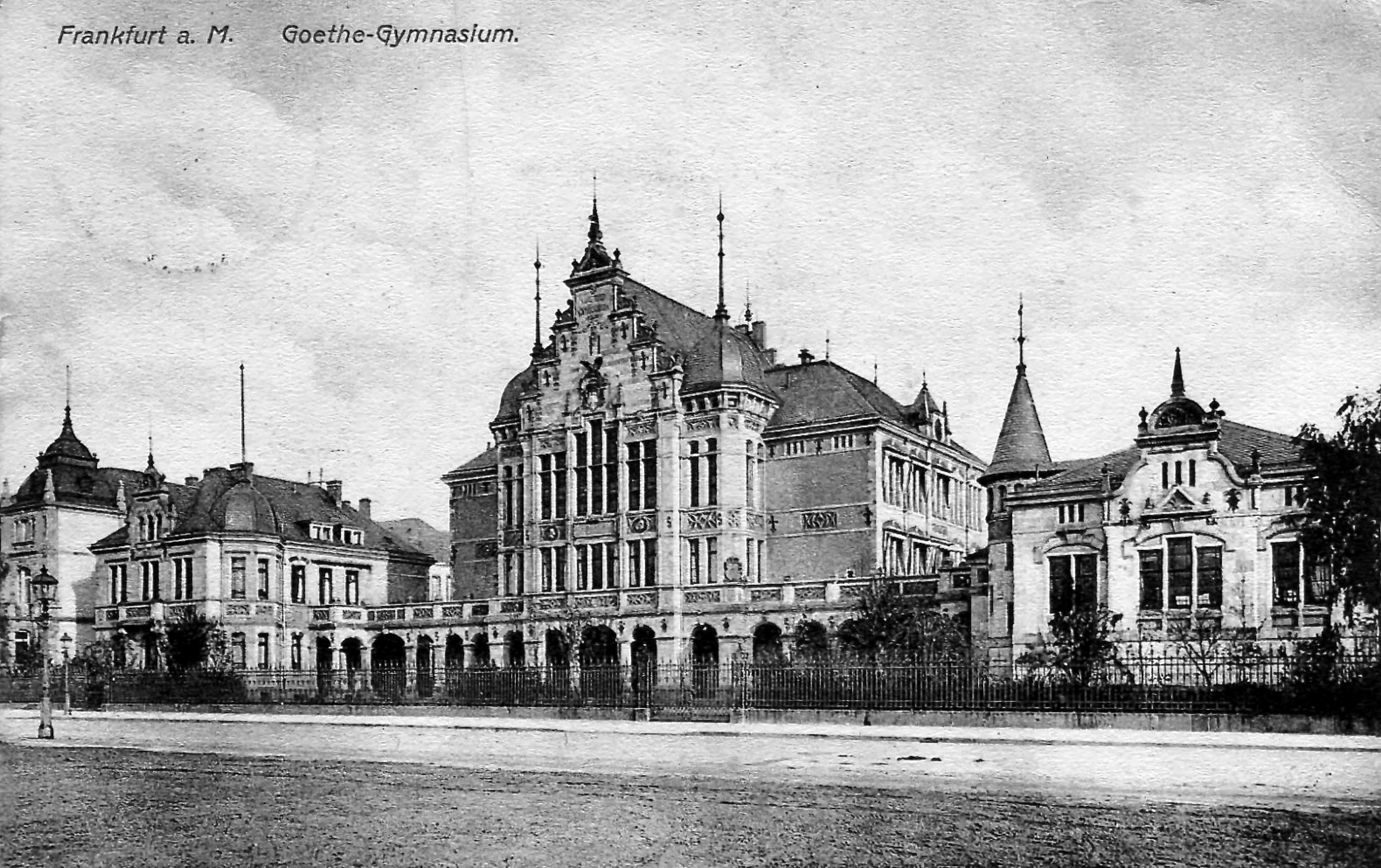
Goethe-Gymnasium in Frankfurt am Main